# Beyla Corona
La Beyla Corona è una struttura geologica della superficie di Venere.